# Juliane Fisch
Juliane Fisch (* 17. Februar 1987 in Karl-Marx-Stadt, DDR) ist eine deutsche Schauspielerin.

## Leben
Fisch besuchte von 1997 bis 2005 das Georgius-Agricola-Gymnasium Chemnitz und studierte von 2008 bis 2012 Schauspiel an der Hochschule für Schauspielkunst Ernst Busch in Berlin. Von 2012 bis 2014 war Fisch festes Mitglied am Schauspiel Hannover. Ab der Spielzeit 2014/2015 war sie Ensemblemitglied am Schauspielhaus Bochum.
Fisch lebt in Leipzig, ist mit dem Schauspieler Jan Dose verheiratet und hat zwei Kinder.

## Ausbildung
- 2006–2007: Studiengang Musical an der Bayrischen Theaterakademie a. Everding
- 2008–2012: Studium an der „Hochschule für Schauspielkunst Ernst Busch“ Berlin

## Filmografie
- 2012: SOKO Wismar – Volles Risiko[4]
- 2013: Notruf Hafenkante – Scheinwelten
- 2015: Tatort: Schwanensee
- 2015–2016, 2023–2024, 2024–: In aller Freundschaft – Die jungen Ärzte (Hauptrolle: Folge 21–44, Folge 343–369, Folge 401–)
- 2017, 2021, 2023: In aller Freundschaft – Die jungen Ärzte (Gastauftritte in den Folgen 100, 244, 247–248, 325–326)
- 2017: Bozen-Krimi – Leichte Beute
- 2019: Eltern mit Hindernissen (Fernsehfilm)
- 2022: SOKO Wismar – Verblühtes Leben
- 2022: Tatort: Marlon (Filmreihe)
- 2023: Wolfsland: Das schwarze Herz (Fernsehreihe)

## Theater
- 2003–2005: Fame (Regie: Michael Heinicke)
- 2004–2006: Sonnenallee (Regie: Ralph Reichel)
- 2005–2006: Swinging St. Pauli (Regie: Christian von Götz)
- 2005–2006: Victor/Victoria (Regie: Torsten Händler)
- 2010–2011: Troilus und Cressida (Rolle: Cressida, Regie: Veit Schubert)
- 2011–2012: Aus dem bürgerlichen Heldenleben (Rolle: Luise, Regie: Milan Peschel)
- 2011–2012: Nachtasyl	(Rolle: Vasilisa, Regie: Peter Kleinert)
- 2012: Tod & Wiederauferstehung der Welt meiner Eltern in mir (Rolle: junge Frau, Regie: Lars-Ole Walburg)
- 2012:	Kasimir & Karoline (Rolle: Elli, Regie: Felicitas Brucker)
- 2012–2013: Hier kommen wir nicht lebendig raus (Rolle: Irina, Regie: Malte C. Lachmann)
- 2013: Schillers Räuber (Rolle: Amalia, Regie:	Ruth Messing)
- 2013: Fabian (Rolle: Cornelia, Regie: Nick Hartnagel)
- 2013–2014: Jungfrau von Orleans (Rolle: Johanna D’Arc, Regie: Claudia Bauer)
- 2014: Das Mädchen Rosemarie (Rolle: Rosemarie Nitribitt, Regie: Milan Peschel)
- 2014: Sommernachtstraum (Rolle: Helena, Regie: Florian Fiedler)
- 2014–2015: Drei Männer im Schnee (Rolle: Hilde, Regie: Christian Brey)
- seit 2014/2015: Don Karlos. Infant von Spanien (Rolle: Elisabeth von Valois)
- seit 2014/2015: Der Kirschgarten (Rolle: Dunjascha, Stubenmädchen)
- seit 2014/2015: Drei Männer im Schnee (Rolle: Hilde)
- seit 2014/2015: Viel Lärm um nichts (Rolle: Hero, Leonatos Tochter)

## Nominierungen
- 2013: Beste Nachwuchsspielerin für Cornelia in Kästners Fabian (Regie: Nick Hartnagel) in der Kritikerumfrage der Theater heute 2013